# Cadeo

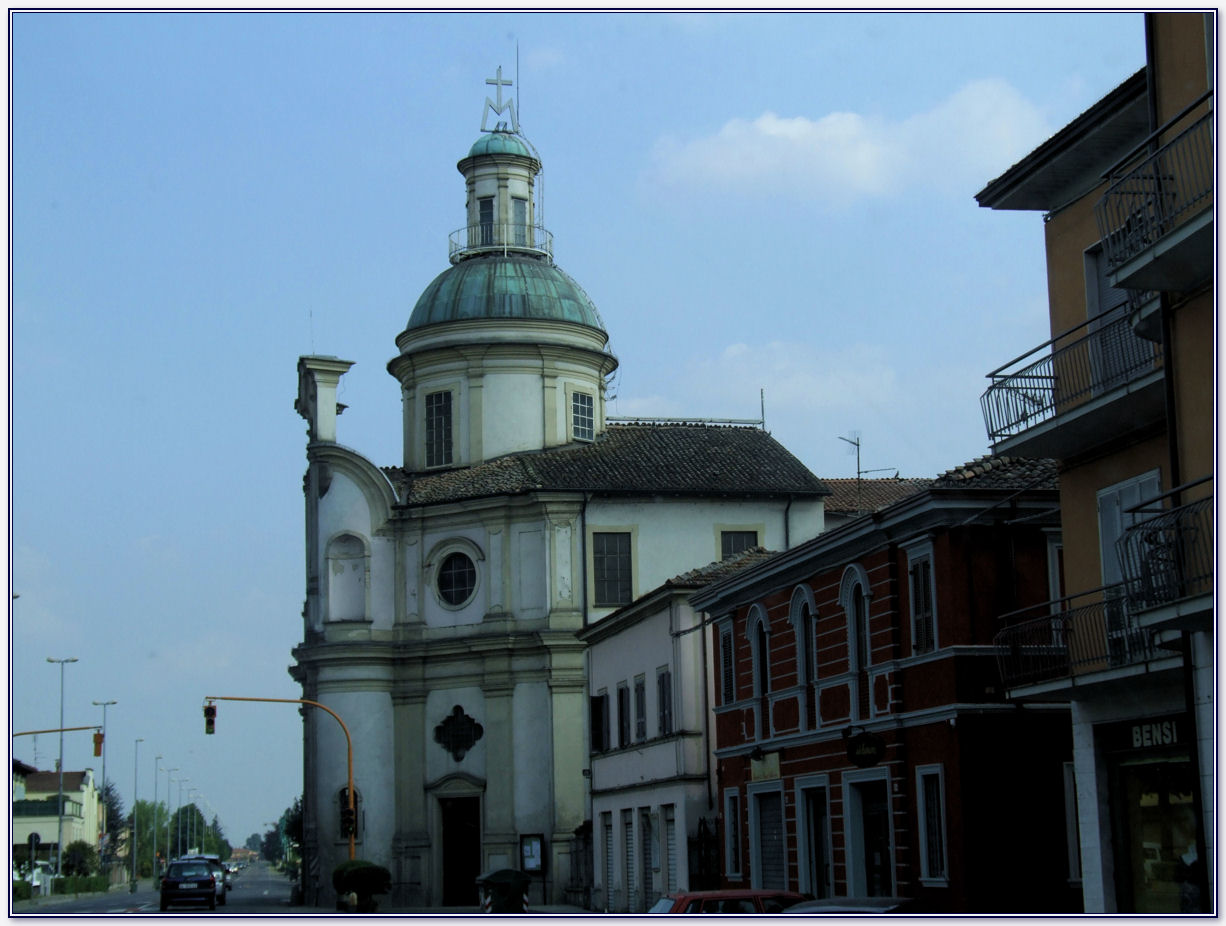
Santuario im Ortsteil Roveleto von Cadeo

Cadeo ist eine italienische Gemeinde (comune) mit 6003 Einwohnern (Stand 31. Dezember 2023) in der Provinz Piacenza in der Emilia-Romagna. Die Gemeinde liegt etwa 13,5 Kilometer südöstlich von Piacenza. Der Verwaltungssitz der Gemeinde befindet sich im Ortsteil Roveleto. 

## Geschichte
Der Name der Gemeinde stammt von einem Feldlazarett, das 1112 unter der Bezeichnung La Casa del Dio errichtet wurde. 

## Verkehr
Durch die Gemeinde führt die Autostrada A1 von Mailand nach Rom. Etwa parallel dazu verläuft die Staatsstraße 9 von Bologna kommend nach Piacenza. Im Ortsteil Roveleto liegt an der Bahnstrecke Milano–Bologna ein Bahnhof.

## Gemeindepartnerschaften
Cadeo unterhält eine Partnerschaft mit der maltesischen Gemeinde Marsaxlokk (Marsa Scirocco) in der Region Malta Xlokk.